# Maratona aquática nos Jogos Asiáticos de 2022
A maratona aquática dos Jogos Asiáticos de 2022 foi realizada no Centro Esportivo Chun'an Jieshou, no condado de Condado de Chun'an [en], na província de Zhejiang, na China. O evento ocorreu entre os dias 6 e 7 de outubro de 2023.

## Programação
| F | Final |

| Evento↓/Data →           | 6 Sex | 7 Sáb |
| ------------------------ | ----- | ----- |
| Maratona masculina 10 km |       | F     |
| Maratona feminina 10 km  | F     |       |

## Medalhistas
| Evento          | Ouro                   | Prata                  | Bronze                         |
| --------------- | ---------------------- | ---------------------- | ------------------------------ |
| 10 km masculino | Zhang Ziyang CHN China | Lan Tianchen CHN China | Park Jae-hun KOR Coreia do Sul |
| 10 km feminino  | Wu Shutong CHN China   | Airi Ebina JPN Japão   | Sun Jiake CHN China            |

## Nações participantes
Um total de 29 atletas de nove nações competiu na natação em águas abertas nos Jogos Asiáticos de 2022:
- CHN China (4)
- HKG Hong Kong (4)
- TPE Taipé Chinês (2)
- INA Indonésia (1)
- JPN Japão (3)
- KAZ Cazaquistão (4)
- KOR Coreia do Sul (4)
- SGP Singapura (3)
- THA Tailândia (4)

## Medalhistas
| Pos.               | País               | Ouro | Prata | Bronze | Total |
| ------------------ | ------------------ | ---- | ----- | ------ | ----- |
| 1                  | CHN China          | 2    | 1     | 1      | 4     |
| 2                  | JPN Japão          | 0    | 1     | 0      | 1     |
| 3                  | KOR Coreia do Sul  | 0    | 0     | 1      | 1     |
| Total (3 entradas) | Total (3 entradas) | 2    | 2     | 2      | 6     |